# Unionidae
Najaden is de Nederlandse naam voor de tweekleppige schelpdieren die tot de Unionidae familie behoren.

## Typegenus
Unio Philipsson, 1788 is het typegenus van deze familie.

## Habitat en levenswijze
De meeste soorten leven in zoet zuurstofrijk water.

## Voorkomen
Wereldwijd.

## Fotogalerij

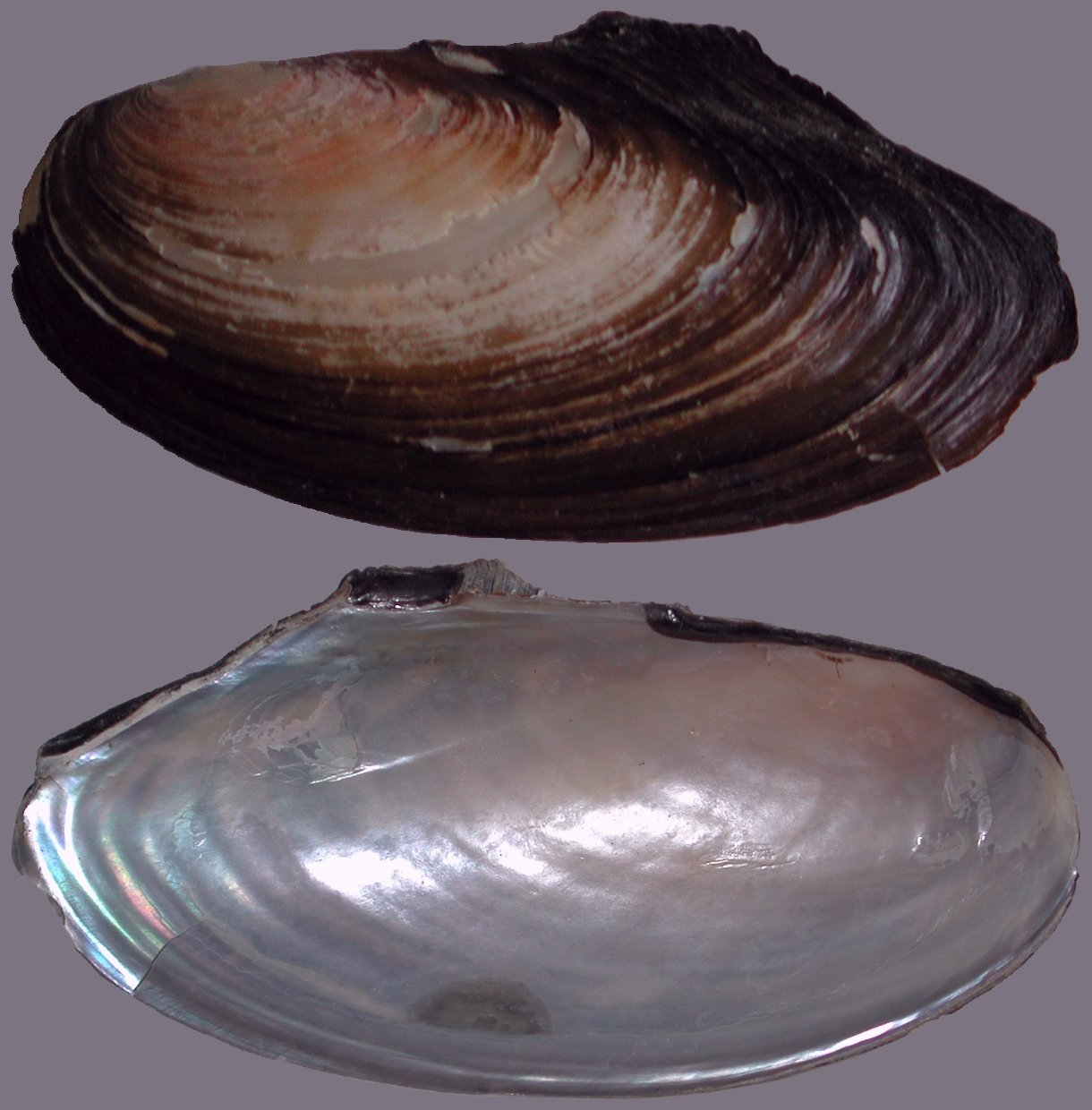
Pseudanodonta complanata Platte zwanenmossel
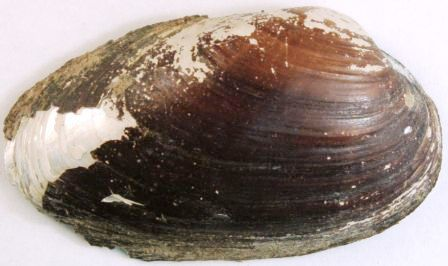
Unio crassus nanus Bataafse stroommossel

## Geslachten
- Actinonaias Crosse & P. Fischer, 1894
- Aculamprotula Wu, Liang, Wang & Shan, 1999
- Acuticosta Simpson, 1900
- Alasmidonta Say, 1818
- Amblema Rafinesque, 1820
- Anemina F. Haas, 1969
- Anodonta Lamarck, 1799
- Anodontoides Simpson, 1898
- Arconaia Conrad, 1865
- Chamberlainia Simpson, 1900
- Cuneopsis Simpson, 1900
- Diaurora Cockrell, 1903
- Diplodon Spix, 1827
- Elliptio Rafinesque, 1819
- Fusconaia Simpson, 1900
- Gibbosula Simpson, 1900
- Hyriopsis Conrad, 1853
- Inversidens F. Haas, 1911
- Lamellidens Simpson, 1900
- Lamprotula Simpson, 1900
- Lampsilis Rafinesque, 1820
- Lanceolaria Conrad, 1853
- Lasmigona Rafinesque, 1831
- Lepidodesma Simpson, 1896
- Leptodea Rafinesque, 1820
- Ligumia Swainson, 1840
- Middendorffinaia Moskvicheva & Starobogatov, 1973
- Nodularia Conrad, 1853
- Oguranodonta Kuroda & Habe, 1987
- Physunio Simpson, 1900
- Potamilus Rafinesque, 1818
- Pseudobaphia Simpson, 1900
- Pseudodon Gould, 1844
- Ptychorhynchus Simpson, 1900
- Pyganodon Crosse & P. Fischer, 1894
- Rhombuniopsis F. Haas, 1920
- Scabies F. Haas, 1911
- Schistodesmus Simpson, 1900
- Sinanodonta Modell, 1945
- Solenaia Conrad, 1869
- Strophitus Rafinesque, 1820
- Trapezoideus Simpson, 1900
- Unio Philipsson, 1788